# Beobachtungsbogen zur Erfassung der Sprachkompetenz
BESK 4–5 (=Beobachtungsbogen zur Erfassung der Sprachkompetenz) ist ein auf Sprache ausgerichtetes Beobachtungsinstrument, das von Pädagogen in Österreich über einen Beobachtungszeitraum von vier Wochen im Kindergarten 15 Monate vor Schulbeginn zur Feststellung des Sprachstandes in Deutsch von Kindern im Alter von vier bis fünf Jahren eingesetzt wird.

## Aufbau
Der Beobachtungsbogen BESK 4-5 wurde im Auftrag vom BMUKK vom BIFIE entwickelt. BESK besteht aus vier Teilen (A-Bilderbuch, B-Bildkarten, C-Bewegungsraum sowie D-Gespräche) und umfasst fünfzehn Kriterien. In den Abschnitte A–C werden die deutschsprachlichen Kompetenzen des jeweiligen Kindes anhand einer (teil-)standardisierten Beobachtung erhoben. Die Beobachtungen finden mit Hilfe der für die Sprachstandsfeststellung entwickelten Bildkarten (Sprachschatzpiraten) oder Bilderbücher (Opa Henry sucht das Glück) in konkreten, vorgegebenen Situationen statt. Im Abschnitt D werden die Kriterien innerhalb von Gesprächen im Kindergartenalltag systematisch beobachtet (vgl. Breit/Schneider, 2008a,b):

### Teil A (Bilderbuch)
- W-Fragen verstehen und sinngemäß beantworten (Lexikon/Semantik)
- Verbbeugung (Morphologie)
- Verbzweitstellung des finiten Verbs (Syntax)
- Verblexikon (Lexikon/Semantik)

### Teil B (Bildkarten)
- Pluralbildung (Morphologie)
- Ober- und Unterbegriffe (Lexikon/Semantik)
- Anlautdifferenzierung (Phonologie)

### Teil C (Bewegungsraum)
- Raumpräpositionen verstehen (Lexikon/Semantik)

### Teil D (Gespräche)
- Perfektbildung (Syntax)
- Artikel: Verwendung des obligatorischen Artikels (Syntax)
- Artikel: Kennzeichnung des grammatischen Geschlechts von Nomen (Morphologie)
- Entscheidungsfragen stellen (Syntax)
- Bedürfnisse und Absichten äußern (Pragmatik/Diskurs)
- Erzählungen (Pragmatik/Diskurs)
- Handlungsaufforderungen (Pragmatik/Diskurs)

## Auswertung
Die fünfzehn Beobachtungskriterien sind fünf sprachlichen Kompetenzbereichen (Lexikon/Semantik, Pragmatik/Diskurs, Phonologie, Morphologie, Syntax) zugeordnet und im Beobachtungsbogen farblich hinterlegt. Bei jedem Kriterium wählt die der Beobachter zwischen einer dreistufigen geschlossenen Antwortkategorisierung aus, die einer Punktabstufung von 2, 1 oder 0 entspricht. Nach Abschluss der Beobachtungen wird das Ergebnis jedes Kriteriums in das Auswertungsprofil am Ende des Beobachtungsbogens übertragen und ein Summenwert berechnet. Das Auswertungsprofil gibt Auskunft über die Stärken und Schwächen der deutschsprachlichen Kompetenzen eines Kindes, der Summenwert entscheidet über die Notwendigkeit von Fördermaßnahmen im deutschsprachlichen Bereich. Kinder mit einem Punktwert von 20 oder darunter haben Förderbedarf, Kinder, die mehr als 20 Punkte erreichen, haben keinen Förderbedarf in der Sprachentwicklung des Deutschen (vgl. Breit/Schneider, 2008b).

## Qualitätssicherung
Eine Überarbeitung des Instruments und des Handbuchs BESK auf Basis von Evaluation, Gutachten und Rückmeldungen sowie eine genaue Abstimmung auf eine aufgrund von Stellungnahmen und Rückmeldungen überarbeitete Version von BESK-DaZ ist für das Jahr 2010 geplant. Der Einsatz der überarbeiteten Instrumente BESK (Bogen und Handbuch) und BESK-DaZ (Bogen und Handbuch) wird voraussichtlich ab Frühjahr 2011 möglich sein.